# Carteronius helluo
Carteronius helluo är en spindelart som beskrevs av Simon 1896. Carteronius helluo ingår i släktet Carteronius och familjen säckspindlar.
Artens utbredningsområde är Sierra Leone. Inga underarter finns listade.